# Jarcieu
Jarcieu ist eine französische Gemeinde mit 1.135 Einwohnern (Stand: 1. Januar 2022) im Département Isère in der Region Auvergne-Rhône-Alpes; sie gehört zum Arrondissement Vienne und zum Kanton Roussillon.

## Geografie
Die Gemeinde Jarcieu liegt am Dolon, der die Gemeinde im Süden begrenzt, an der Grenze zum Département Drôme, etwa 27 Kilometer südlich von Vienne. Umgeben wird Jarcieu von den Nachbargemeinden Bellegarde-Poussieu im Norden, Pact im Nordosten und Osten, Lapeyrouse-Mornay im Südosten, Épinouze im Süden, Bougé-Chambalud im Südwesten und Westen sowie Sonnay im Nordwesten.

## Bevölkerungsentwicklung
| Jahr                       | 1962 | 1968 | 1975 | 1982 | 1990 | 1999 | 2009 | 2021 |
| Einwohner                  | 622  | 590  | 588  | 623  | 698  | 780  | 1026 | 1130 |
| Quellen: Cassini und INSEE |      |      |      |      |      |      |      |      |

## Sehenswürdigkeiten
- Kirche Saint-Pierre-aux-Liens
- Schloss Jarcieu, Gebäudeteile aus dem 17. Jahrhundert erhalten

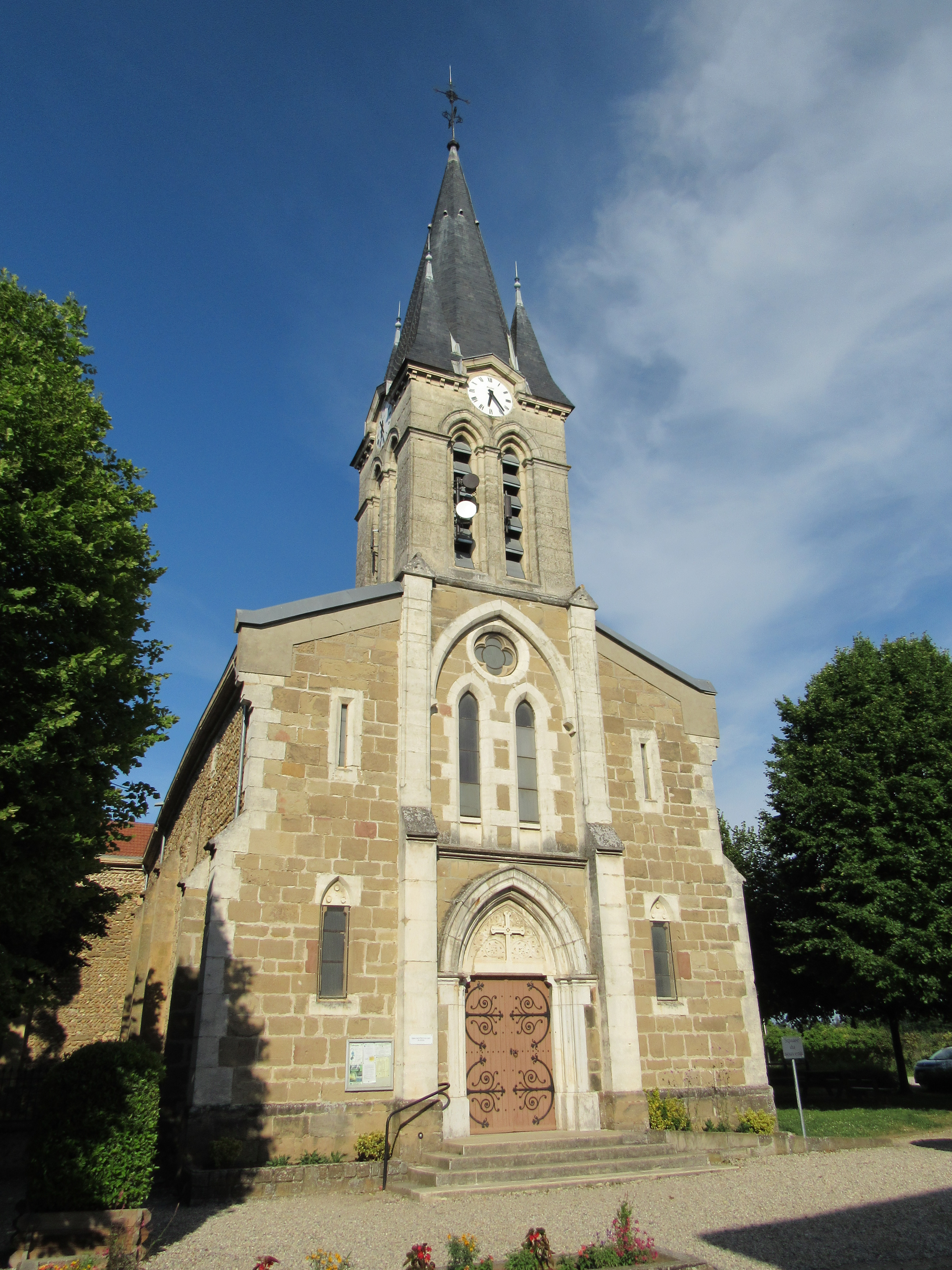
Kirche Saint-Pierre-aux-Liens
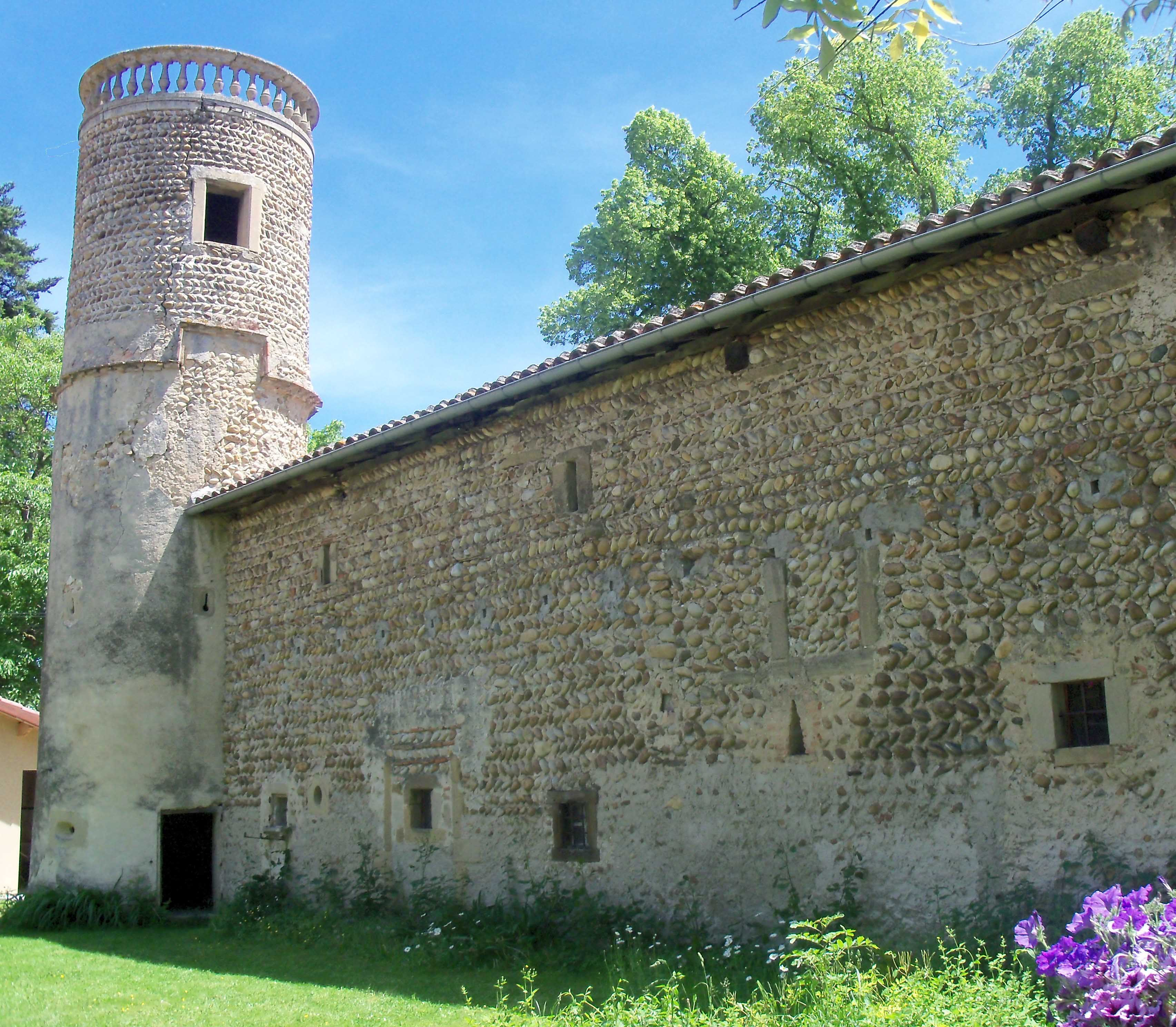
Schloss Jarcieu